# Fin tofsäxing
Fin tofsäxing (Koeleria macrantha) är en växtart i familjen gräs.